# باو نجوين
باو نجوين (بالإنجليزية: Bao Nguyen)‏ هو سياسي أمريكي، ولد في 1980 في تايلاند. حزبياً، نشط في الحزب الديمقراطي.